# Triaje

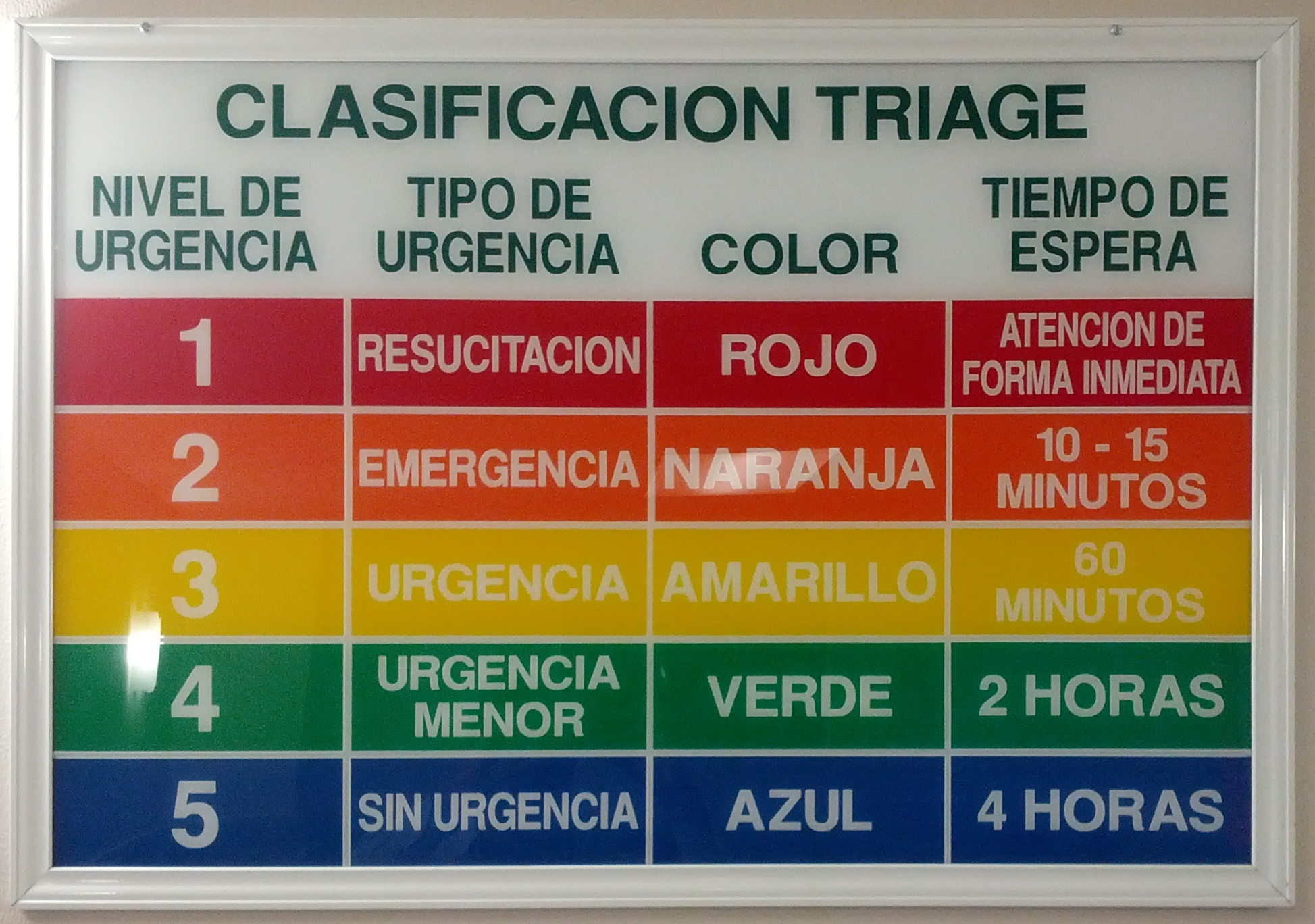
Señalización en una sala de emergencias con la clasificación para los pacientes y el tiempo de espera estimado para su atención, en función de la severidad o importancia de su condición.

El triaje (también, triage, trillaje,  cribado o protocolo de intervención) (del francés triage, "cribado" o "clasificación"; con la misma etimología que el español trillado, "separación del grano de la paja") es un método de selección y clasificación de pacientes empleado en la enfermería y en la medicina de emergencias y desastres. Evalúa las prioridades de atención, privilegiando la posibilidad de supervivencia, de acuerdo con las necesidades terapéuticas y los recursos disponibles. Trata por tanto de evitar que se retrase la atención del paciente, lo que empeoraría su pronóstico por la demora en su atención. Un nivel que implique que el paciente puede ser demorado no quiere decir que el diagnóstico final no pueda ser una enfermedad grave, ya que un cáncer, por ejemplo, puede tener funciones vitales estables que no obligue a ser visto por un médico con premura. Por tanto, evalúa el riesgo inmediato de muerte y las posibles complicaciones derivadas de la espera. En situaciones de demanda masiva, atención de múltiples víctimas o desastre, se privilegia a la víctima con mayores posibilidades de supervivencia según la gravedad y la disponibilidad de recursos.
El Diccionario crítico de dudas de medicina señala que «con frecuencia, es posible traducirlo al español como ‘priorización’, ‘clasificación’, ‘selección’ o ‘filtro’». El Diccionario de la lengua española, de la Real Academia Española, define el término triaje como acción y efecto de triar (elegir, separar, entresacar).
El primero en utilizar este término fue el barón Dominique-Jean Larrey, médico cirujano militar, jefe de los servicios sanitarios del ejército de Napoleón, que empezó a usarlo como un sistema de clasificación para tratar a los heridos en el campo de batalla.[cita requerida]

## Historia del triaje

### Origen del triaje
El triaje médico tanto a nivel militar como a nivel civil tiene una breve historia. Antes de la invención de este sistema, los heridos no tenían preferencia por la gravedad de su dolencia, sino por su posición económico-social.
El triaje surge de la necesidad de tratar en un espacio reducido de tiempo a un número elevado de heridos durante las campañas militares. Esto quiere decir que su origen, como algunos de los mayores inventos o técnicas, es castrense. Por primera vez, dejaron de tener preferencia los heridos con un mayor escalafón para darle más importancia a los heridos más afectados.
El triaje tiene sus orígenes en la Francia de finales del siglo XVIII y principios del siglo XIX. En los diarios del médico francés Pierre-François Percy a principios del siglo XIX. Este médico militar ideó un sistema de ambulancias de 4 ruedas. No obstante, en este solo podían ser asistidos oficiales y no los soldados, quienes formaban la mayor parte de la fuerza.[cita requerida] Dominique-Jean Larrey es, sin embargo, a la persona a la que se le atribuye la idea de triaje. Él, cirujano jefe de la Guardia Imperial napoleónica, argumentó la necesidad de tratar a los heridos en combate de acuerdo a la gravedad de las lesiones y a la mayor celeridad posible con el objetivo de salvar más vidas. Gracias a él, se crearía por primera vez un sistema que clasificase a los heridos que tuviesen que ser tratados en el campo de combate. Napoleón mencionaría en su testamento a este médico militar, quien le acompañó durante dos décadas en sus campañas por Europa y África: «Para el cirujano del ejército francés barón Larrey dejó la suma de cien mil francos. Es el hombre más virtuoso que he conocido. Ha dejado en mi espíritu la idea de un verdadero hombre de bien». Todas sus experiencias militares fueron recogidas por él mismo en ‘Memoires de Chirurgie Militaire et Campagnes’. En el tomo de sus memorias de campaña que aborda la campaña de Rusia muestra cómo se llevaba a cabo este sistema. Por su parte, los enfermos leves debían de esperar a que se evacuase a los heridos más graves. Mientras que los enfermos graves con posibilidad de sobrevivir eran atendidos de urgencia sin importar su empleo, aquellos que habían sufrido mutilaciones o daños irreversibles morían al poco tiempo y no eran atendidos.
El concepto de triaje se implementó de manera novedosa en un manual sanitario por primera vez en 1792, y se fue perfeccionando a lo largo de la década. Su desarrollo fue, en gran parte, condicionado por las campañas que Napoleón condujo en Egipto y Siria. Multitud de hombres murieron a causa de enfermedades endémicas de estas regiones o a manos de los ingleses y otomanos. Por su parte, la primera vez que el triaje fue aplicado en combate fue en 1806, durante la batalla de Jena. Esta batalla enfrentó a Prusia y el Imperio Napoleónico. Pese a ser todavía muy simple, hizo una clasificación de los heridos en tres grados. El primer grupo encuadraba a los combatientes que presentasen heridas peligrosas. El segundo agrupaba a aquellos con heridas menos peligrosas. El último de ellos se correspondía con aquellos que presentaban heridas leves. Sin embargo, y pese a esta clasificación, muchos combatientes con heridas peligrosas eran abandonados a su suerte y solo aquellos que podían llevar con vida al hospital para ser tratados eran evacuados.

### Inglaterra
Inglaterra encontró como renovador de la sanidad de campaña al cirujano naval John Wilson. Este defendió la idea del triaje creando una clasificación propia de heridos para el Imperio Británico. Esta dividía a los heridos en tres grupos: fatales, graves y leves. Su idea con esto era atender a todos los heridos que se pudiesen recuperar para que volviesen lo más pronto posible al envite. Todos aquellos que se agrupaban en fatales eran desahuciados clínicamente. Su primera aplicación en combate data de 1827 en la Guerra de Independencia de Grecia, concretamente en la batalla naval de Navarino. Sus consideraciones acerca del triaje y su método establecido en el ejército británico quedaría reflejado en ‘Outlines of Naval Surgery’ publicado en 1846.

### Rusia
El imperio ruso encontró en la figura del doctor Nikolái Ivánovich Pirogov, padre de la cirugía de campaña, un método propio de triaje. Este clasificaba en los heridos en tres: retrasado, inmediato y no urgente. La primera aplicación por parte de Rusia data del 1854, en el sitio de Sebastopol (Guerra de Crimea). Este sitio puso fin a la guerra que los rusos libraban con ingleses, franceses y otomanos. Además, y a partir de entonces, los enfermeros pasaron a realizar labores de triaje, algo que en lo previamente participaban exclusivamente médicos.

### EE.UU.
Para hablar de triaje en los EE. UU. debemos situarnos en la Guerra de Secesión, específicamente en el bando de la Unión. El comienzo de la guerra fue un desastre para ellos debido a su deficiente organización logística y el escaso personal sanitario. Sin embargo, todo esto cambió gracias al doctor Jonathan Letterman. Él creó un plan de evacuación a tres niveles. El primero era un puesto de atención a unos 100 metros de la contienda, el segundo se encontraba a escasos kilómetros y el tercero era una zona donde se llegaron a tratar hasta 3000 heridos. Además, creó un sistema eficaz de ambulancias para trasladar a los heridos y estableció unos estándares para proceder en la evacuación de heridos.
En la Primera Guerra Mundial se generalizó entre los diferentes ejércitos el uso de las ambulancias motorizadas para desplazar a zonas de la retaguardia a los heridos más graves. Estos lugares eran conocidos como escalones retrasados. En la Segunda Guerra Mundial se empezó a usar una nueva clasificación de los heridos similar a otras tres categorías. La primera categoría concentra a todos los heridos leves. por su parte en la segunda categoría se encuentran los gravemente heridos y necesitan tanto procedimientos quirúrgicos como medidas de reanimación inmediatas. Por último, la tercera categoría engloba a todos aquellos irremediablemente heridos que van a morir en cuestión de minutos u horas. La primera que el triaje implicó el empleo de la medicina aeroespacial fue en la guerra de Corea. Se empleó un sofisticado sistema para el transporte de personal herido, siendo la evacuación aérea una de las alternativas que más comprimió el tiempo desde que el combatiente sufrió la herida hasta que se le aplicó un tratamiento. En la guerra de Vietnam se incorporó el uso de helicópteros para evacuar a los heridos y poder tratarlos en el propio desplazamiento. Así se pasó de tratar a los heridos a las 12-18 horas desde que sufrieron la herida a comienzos del siglo XX a que estos fuesen tratados a 1-2 horas en la guerra de Vietnam. Los hospitales de campaña tuvieron y tienen actualmente una gran importancia en los conflictos abiertos en Oriente Medio.

### Triaje civil
La primera vez que hablamos del triaje en un entorno civil debemos situarnos en Estados Unidos. El doctor Richard Weinerman en Baltimore, en el estado de Maryland, creó un sistema de triaje hospitalario en 1964. Este dividía a los enfermos según tres niveles de gravedad: no urgentes, urgentes y emergentes. A partir de 1990 esta división pasó a ser de cinco niveles y empezó a implementarse en otros países como Australia (Australia Triage Scale), Canadá (Canadian Emergency Department Triage and Acuity Stage), Inglaterra (Manchester Triage System, debe su nombre a la ciudad donde se desarrolló), etc. En España, el SET (Sistema Español de Triaje) surge del modelo andorrano a principios del siglo XXI. Este no solo ha sido implantado en España, sino que lo han asumido algunos países iberoamericanos.

## Clasificación de triaje

### Triaje en desastres
En una situación de emergencia- catástrofe se dan un conjunto de circunstancias: ambiente hostil, climatología, recursos humanos, materiales disponibles y gran cantidad de víctimas (principalmente pacientes politraumatizados) que hacen que el fin principal del triaje de emergencias y catástrofes sea la clasificación temprana y evacuación de los heridos, dependiendo de la gravedad, pronóstico, y tiempos de atención en función de los plazos terapéuticos.
Ante esta situación se realizan tres tipos de triaje en función del lugar y momento en que se realiza:
1. Primer triaje, triaje básico o triaje de campo: se realiza en la zona donde se ha realizado el desastre o en área de rescate establecido. Ha de ser breve, rápido, completo, preciso y seguro y se aplican maniobras salvadoras y estabilizadoras que determinan el grado de emergencia, distribuyendo a las víctimas por las diferentes áreas de atención.
2. Segundo triaje o triaje avanzado: se realiza en el área de socorro, donde se procede a una valoración primaria del paciente aplicando de nuevo maniobras salvadoras y clasificando al paciente según su nivel de urgencia y prioridad quirúrgica que necesitan evacuación urgente. También se realizan procedimientos de estabilización valoración de las lesiones. Y, por último, se realiza un triaje de evacuación para determinar el orden de evacuación de los pacientes.
3. Tercer triaje o triaje hospitalario: una vez clasificados y evacuados a los centros hospitalarios, se les realizará de nuevo triaje.

Los diferentes modelos que existen en este ámbito se rigen por la polaridad o las características de las lesiones: Según la polaridad, podemos encontrar:
- El modelo bipolar o triaje bipolar, que se basa en la clasificación entre vivos o muertos, que pueden andar o no, entre muy graves-graves/leves. Es un modelo utilizado en situaciones de extrema gravedad o peligro y precisa una clasificación inmediata. Son modelos utilizados en el triaje básico o primer triaje. De entre ellos los más utilizados son los modelos START (Simple Triage and Rapid Treatment) y SHORT (Sale andando, Habla sin dificultad, Obedece órdenes sencillas, Respira, Taponar hemorragias).
- El modelo tripolar o triaje tripolar, que se basa en la clasificación que diferencia o muy graves o graves leves o muertos. Tratando de evacuar a aquellos que pueden caminar o que no precisan grandes medios. Entre los métodos de triaje tenemos el META (Modelo Extrahospitalario de Triaje Avanzado).
- El modelo tetrapolar o triaje tetrapolar, que es la clasificación más utilizada en el primer triaje o básico y en el triaje avanzado, utilizando los colores para diferenciar a los heridos en función de su gravedad (negro – muertos, rojo – gravedad extrema, amarillo – gravedad o urgencia relativa, verde – urgencia leve).
- Modelo pentapolar o triaje pentapolar: realizado en el ámbito hospitalario, diferencia en cinco colores dependiendo de la gravedad de los pacientes.

Además de la clasificación basada en la polaridad, también existe una según las lesiones. Por lo que, existen tres modelos:
- Modelo lesional que se aplica en función de gravedad de éstas.
- Modelo funcional que clasifica a los pacientes por su estado no por las lesiones.
- Modelo mixto, que es la combinación de los dos anteriores.

Esta clasificación, que se ha ido empleando en la guerra, se ha extendido para las catástrofes. En estas se clasifica a los pacientes por colores:
- Negro: las posibilidades de recuperación son nulas. En algunos triajes diferencian el negro que es el paciente agonizante del blanco en que ya ha fallecido.
- Rojo: cuando el paciente tiene posibilidad de sobrevivir y la actuación médica debe ser inmediata. Ejemplos: Paciente en choque, estado epiléptico o convulsivo, paro cardiaco o respiratorio, dificultad para respirar, fracturas o golpes graves, traumas (cráneo, cadera), heridas de arma de fuego o arma blanca, parto en curso, intento de suicidio, embarazada con sangrado. Debe atenderse inmediatamente.

- Amarillo: pacientes que presentan una situación de urgencia con riesgo vital. Puede complicarse en cualquier momento. Ejemplos: Tos con expectoración y fiebre sin mejora después de una consulta médica, cuerpo extraño en ojo, en oído, dolor de cabeza, con síntomas asociados, signos de infección de herida quirúrgica, heridas que necesitan puntos que no involucre un órgano vital, embarazadas sin sangrado, dolor en el pecho de más de 5 días, dolor abdominal de más de 5 días. Promedio de espera para la atención: 1 a 2 horas.

- Verde: paciente levemente lesionado, que puede caminar y su traslado no precisa medio especial. Ejemplos: Vómito sin sangre, diarrea sin deshidratación, alergias, enfermedades crónicas, enfermedades en menores de 5 años sin complicaciones, esguince, espasmo muscular, tos seca y malestar general, trauma menor. Promedio de espera para la atención: hasta 6 horas

- Clasificación azul (no urgente): paciente con problema no agudo que no asiste a consulta externa y espera ser atendido en urgencias por una molestia menor o crónica.

Ejemplos: resfriado común, malestar sin fiebre, cólico menstrual, flatulencia, estreñimiento, cefalea crónica sin síntomas asociados, revisión de sutura, masa en testículo, oleadas de calor, incontinencia crónica sin síntomas agudos, tos crónica sin síntomas asociado. Debe ser remitido a consulta externa. Se deben atender como máximo en 72 horas.

#### Consulta prioritaria
Espacio de consulta ambulatoria asignada para atender a usuarios con una clasificación TRIAJE VERDE O BLANCA y que sin corresponder a una urgencia existe la posibilidad de deterioro si en las próximas 24 horas no se define algún manejo. Dicho deterioro no corresponde a una urgencia vital, sin agravamiento de síntomas o dificultad para que sea más efectivo tratamiento.
El procedimiento de verificación de derechos será posterior a la selección y clasificación del paciente, “triaje” y no podrá ser causa para posponer la atención inicial de urgencias.

### Triaje de urgencias y emergencias
Se trata del proceso de clasificación para los que acuden a un Servicio de Urgencias, hospitalario o extrahospitalario. El triaje de urgencias es el proceso de valoración clínica preliminar que ordena a los pacientes antes de la valoración diagnóstica y terapéutica completa según su grado de urgencia, de forma que en una situación de saturación del servicio o de disminución de recursos, los pacientes más urgentes son tratados los primeros, y el resto son controlados continuamente y revaluados hasta que los pueda visitar el equipo médico. El triaje de emergencias extrahospitalario tiene dos componentes: (1) Triaje telefónico, entendido como el proceso de clasificación de los pacientes por el Centro Coordinador o Regulador de Emergencias, con base en la valoración protocolizada de su grado de urgencia, de forma que se establezcan los tiempos de espera razonables para ser atendidos y tratados por el equipo sanitario y se active el mejor recurso de atención para su caso y/o el mejor medio de transporte sanitario al centro sanitario más adecuado, independientemente del orden de la demanda asistencial; y (2) el Triaje de Emergencias, entendido como el proceso de clasificación de los pacientes por un equipo sanitario de atención prehospitalaria, de acuerdo a la valoración protocolizada de su grado de urgencia, de forma que se establezca los tiempos de espera razonables para ser atendidos y tratados por el equipo sanitario y el mejor medio de transporte sanitario al centro sanitario más adecuado, siendo el personal de enfermería quienes generalmente lo realizan.  
En los últimos años se han desarrollado distintos sistemas y escalas de triaje, en Canadá (Canadian Triage and Acuity Scale) basado en el australiano, Reino Unido (Manchester Emergency Triage System), Estados Unidos (Triage Scale Standardization), Andorra (Modelo Andorrano de Triaje) basado en el canadiense y Australia (The Australasian Triage Scale). En España se han realizado dos adaptaciones, que se están implantando en varios hospitales:
- El "SET" (Sistema Estructurado de Triaje) resulta de una adaptación del "MAT" (Modelo Andorrano de Triaje). En él hay 650 motivos de consulta distribuidos en 32 categorías sintomáticas, que con datos del interrogatorio y unos datos exploratorios básicos, clasifican con 5 niveles de urgencia.

- El "Manchester", basado en el sistema del mismo nombre del Reino Unido. A partir de 51 motivos de consulta y a través de unas preguntas dirigidas en un diagrama. Es decir según la respuesta sí/no, se produce la clasificación, con 5 niveles de gravedad.

Se han desarrollado en varias comunidades autónomas, como en Navarra y la Comunidad Valenciana, otros programas alternativos propios.
La tendencia actual, en la mayoría de los hospitales, es la de establecer 5 niveles de gravedad, según la posible demora en su atención:
- Nivel 1  o rojo: precisa de la atención por el médico de forma inmediata.

- Nivel 2  o naranja: la atención por el médico puede demorarse hasta 10 minutos.

- Nivel 3  o amarillo: Pacientes que presentan una situación de urgencia con riesgo vital; la atención por el médico puede demorarse hasta 60 minutos.

- Nivel 4  o verde: la atención por el médico puede demorarse hasta 2 horas.

- Nivel 5  o azul: la atención por el médico puede demorarse hasta 4 horas.

En caso de que por falta de recursos no pudiera cumplirse con estos tiempos se debería retirar, es decir volver a valorar la situación del paciente.
Cabe señalar que a nivel hospitalario el triaje es una actividad especializada de los servicios de emergencia o urgencia, que se caracteriza por un registro escrupuloso de las funciones vitales, escalas e índices diversos, los que son constantemente evaluados para mejorar los resultados, evitando el sobretriaje o subtriaje, asegurando la calidad de atención.
Los programas referidos, aunque engloban teóricamente el nivel extrahospitalario, no reflejan las características diferentes en este medio.

## Sistemas de triaje en el mundo

### Manchester Triage System
El Manchester Triage System (MTS, Sistema de Triaje de Mánchester) es un modelo de triaje originado en la ciudad de Mánchester en noviembre de 1994. Ante la multitud de modelos, este se centró en:
- Creación de una nomenclatura común, usar definiciones comunes
- Formación de una metodología sólida de triaje
- Implantación global de un modelo de formación
- Permitir y facilitar la auditoria del método de triaje desarrollado.

Se diseñó un sistema de clasificación pentapolar, por lo que incluye 5 niveles. Cada uno de estos contaba con un número, un color y un nombre que evidenciaba el tiempo máximo que debía existir desde que el paciente había sido clasificado hasta que tenía el primer contacto con el facultativo (aparecen arriba).
El sistema Manchester enumera 52 motivos de consulta:
1. Adulto con mal estado general.
2. Adulto con síncope o lipotimia
3. Agresión
4. Aparentemente ebrio
5. Asma
6. Autolesión (deliberada).
7. Bebé que llora
8. Caídas
9. Catástrofes - clasificación primaria
10. Catástrofes - clasificación secundaria
11. Cefalea
12. Comportamiento extraño
13. Convulsiones
14. Cuerpo extraño
15. Diabetes
16. Diarrea
17. Disnea
18. Disnea en niños
19. Dolor abdominal
20. Dolor abdominal en niños
21. Dolor de cuello
22. Dolor de espalda
23. Dolor de garganta
24. Dolor testicular
25. Dolor torácico
26. Embarazo
27. Enfermedad hematológica
28. Enfermedad mental
29. Enfermedades de transmisión sexual
30. Exantemas
31. Exposición a sustancia químicas
32. Hemorragia gastrointestinal
33. Hemorragia vaginal
34. Herida en el tronco
35. Heridas
36. Infecciones locales y abscesos
37. Mordeduras y picaduras
38. Niño cojeando
39. Niño con mal estado general
40. Niño irritable
41. Padre preocupado
42. Politraumatismo
43. Problemas en las extremidades
44. Problemas de oído
45. Problemas dentales
46. Problemas nasales
47. Problemas oculares
48. Problemas urinarios
49. Quemaduras y escaldaduras
50. Sobredosis y envenenamiento
51. Traumatismo craneoencefálico
52. Vómitos

Este sistema se extendió rápidamente por todo el mundo y sufrió ligeras variaciones en 2006, debido a la experiencia de multitud de médicos de todo el mundo que lo habían implementado.
El Servicio de Urgencias del Complejo Hospitalario Universitario de Orense concluyó tras un estudio de validación y aplicación del MTS en el 2002, que este modelo reunía las condiciones adecuadas para su aplicación en España. A causa de esto, y tan solo un año después, se crearía el GET-M o conocido como el Grupo Español de Triaje Manchester que se integraría dentro del Grupo Europeo de triaje Manchester un año después de su creación. Esto hace posible que participe en numerosas reuniones científicos relacionadas con este modelo.
El sistema Manchester tiene bastantes ventajas sobre el resto de sistemas. Es esencial para mejorar el flujo de atención ante la entrada masiva de pacientes y opta por a utilizar criterios para priorizar en base al estado del paciente y no el orden de llegada como en muchos centros.  Además, los pacientes son bien informados sobre cuál es la prioridad de atención y el rango de tiempo en el que serán atendidos. Esto será determinante en mejorar la espera del paciente.

### Sistema Español de Triaje
El Sistema Español de Triaje (SET), aceptado como estándar español de triaje por la Sociedad Española de Medicina de Urgencias y Emergencias (SEMES) en 2003. Utiliza como referente el Modelo Andorrano de Triaje (MAT) ,creado en el año 2000 y que utiliza la CTAS. Por todo lo anterior nos referimos al Sistema Español de Triaje como SET-MAT.
El SET-MAT está basado en cinco niveles de priorización, numerados del I al V:
- Nivel I (resucitación): situaciones con riesgo vital inmediato que requieren resucitación.
- Nivel II (emergencia): situaciones de emergencia o muy urgentes, de riesgo vital previsible, que la resolución depende del tiempo.
- Nivel III (urgente): situaciones de urgencia, con potencial riesgo vital.
- Nivel IV (menos urgentes): situaciones complejas, pero sin riesgo vital elevado.
- Nivel V (no urgente): situaciones que permiten una demora o programación de la atención sin riesgo para el paciente.

El SET-MAT tiene las siguientes características:
- Está dotado de un programa informático de gestión del triaje que crea un registro de la clasificación y control de todos los pacientes dentro y fuera del servicio y el control de los tiempos de actuación.
- El SET-MAT posee también un programa informático de ayuda a la decisión clínica en el triaje (web ePAT), y con un registro anamnésico del triaje.
- Es un modelo global de historia clínica electrónica que integra tanto la actividad médica como la enfermería.

El Programa de Ayuda al Triaje (web ePAT) es el núcleo operativo del SET-MAT. La informatización estructurada es una necesidad para garantizar la fiabilidad, utilidad, relevancia y aplicabilidad del SET-MAT.
Es importante reseñar que cualquier modelo de triaje, incluido el SET-MAT, se basa en el reconocimiento de signos y síntomas, y no de diagnósticos. Además, el procedimiento del triaje se inicia con una valoración rápida del paciente en el momento de su llegada. Lo primero que hay que descartar en el triaje es que estemos con un paciente nivel I, que requiere asistencia médica inmediata. Una vez descartado el nivel I, se valora el estado general del paciente que incluye, los signos y constantes vitales, la cuantificación del dolor y del estado emocional. La determinación de las constantes vitales no es obligatoria durante el triaje, se determinarán cuando sea posible para determinar el nivel de triaje. Pero si el paciente presenta dos o más signos vitales alterados, es aconsejable dirigirlo al área de tratamiento para obtener las constantes vitales durante la evaluación de enfermería inicial.
Por lo tanto, los objetivos del SET-MAT son:
- Identificar rápidamente a los pacientes en riesgo vital.
- Priorizar en función de la urgencia.
- La evaluación periódica de los pacientes que no presentan condiciones de riesgo vital.
- Determinar el área más adecuada para tratar un paciente que se presenta en el SU.
- Determinar cuáles son las necesidades de exploraciones diagnósticas preliminares.
- Iniciar pautas terapéuticas protocolarias.
- Dar información a los pacientes y sus familias sobre la asistencia realizada y el tiempo de espera.
- Disminuir la congestión del SU.
- Dar información al SU que ayude a definir el grado de urgencia o gravedad y su causa.

## Conceptos relacionados

### Diferencia entre catástrofe y desastre
Según el Diccionario de la lengua española, una catástrofe es un hecho o suceso infausto que altera gravemente el orden regular de las cosas, y un desastre es una desgracia grande, un suceso infeliz y lamentable, por lo que catástrofe es el hecho y desastre, la consecuencia. El desastre ocurre cuando se pierde la capacidad de respuesta de una organización o sociedad.

### Demanda masiva y atención de múltiples víctimas
La atención de los pacientes en situación de emergencia o urgencia requiere que los centros hospitalarios, los servicios y los sistemas prehospitalarios tengan una oferta de reserva, la cual se utilizará para resolver las fluctuaciones de la demanda. La atención individual se explica por sí misma. La atención de múltiples víctimas ocurre cuando se atiende a dos o más personas graves procedentes de un mismo evento; la demanda sobrepasa la oferta normal de servicios, esto ocurre hasta el uso de la primera mitad de la oferta de reserva.
La demanda masiva implica el uso de la segunda mitad de la oferta de reserva. El desastre ocurre cuando la demanda excede el total de la oferta incluida la oferta de reserva, produciéndose una pérdida de la capacidad operativa del sistema.

### Triaje estructurado
Sistema de triaje de cinco niveles, fiable, válido, útil, relevante y reproducible, y disponibilidad de una estructura física, profesional y tecnológica en los servicios, dispositivos y centros donde se atienden las urgencias y emergencias, que permitan hacer el triaje de los pacientes según un modelo de calidad evaluable y continuamente mejorable.